# Discalculia
La discalculia o dificultad en el aprendizaje de las matemáticas (DAM), es una dificultad de aprendizaje, específica en matemáticas, que es el equivalente a la dislexia. En este caso, afecta al correcto procesamiento numérico y el cálculo, y se conoce como 'la dislexia de los números'. Afecta alrededor del 3 al 7 % de la población, aunque no se ha estudiado tan bien como la lectoescritura: la dislexia (Martínez, Calzadilla & Cruz, 2017). Afecta al desarrollo personal y a las actividades de la vida diaria (Serra-Grabulosa & Sanguinetti, 2015).
A pesar de que las dificultades matemáticas fueron descritas por primera vez en 1919 por el doctor S. Henschen en la conferencia Sueca de la Sociedad de Estocolmo, el científico se refirió a un trastorno adquirido en las habilidades de procesamiento y cálculo de números debido a un daño cerebral, por lo que utilizó el término acalculia (Henschen, 1919). Posteriormente las dificultades matemáticas fueron tratadas como un subcomponente del síndrome de Gerstmann, que está originado por lesiones en la región parieto-occipital izquierda, en y alrededor del giro angular (Gerstmann, 1940; Ardila, 2014). El neurólogo J. Gerstmann describió este síndrome clínico asociado a lesiones en el giro angular del hemisferio izquierdo, que incluyó cuatro signos diferentes: agnosia dactilar, desorientación derecha-izquierda, agrafía y acalculia, entendida esta última como una dificultad numérica producida por una lesión cerebral (Ardila, 2014).
No obstante, el estudio sistemático de las dificultades matemáticas, su identificación y descripción, así como los métodos y técnicas de detección y reeducación, no se inició hasta la mitad del siglo XX, entre las décadas de los 50 y los 60. El término discalculia del desarrollo lo introdujo por primera vez el psicólogo checoslovaco Ladislav Kosc en 1974 (Kosc, 1974), describiendo la discalculia como "Un trastorno estructural de las habilidades matemáticas que tiene su origen en un trastorno genético o congénito de esas partes del cerebro que son el sustrato anatomofisiológico directo de la maduración de las habilidades matemáticas adecuadas para la edad sin un trastorno simultáneo de la función mental general" (Kosc, 1974. Traducido del original).
Desde entonces, la terminología relacionada con este trastorno del aprendizaje se ha ido ampliando, especialmente en la literatura anglosajona. Términos como “arithmetic learning disabilities”, “specific arithmetic difficulties”, “specific arithmetic learning difficulties”, “mathematical learning difficulties”, “mathematical difficulties” o “arithmetic deficits” han sido ampliamente utilizados como términos científicos. Por otra parte, desde el conocimiento popular se han usado frecuentemente otros términos como la “dislexia de los números” o la “ceguera de los números”. Un aspecto importante que es necesario destacar es la diferenciación entre discalculia y acalculia. Mientras la primera aparece como un trastorno del desarrollo, la acalculia es adquirida, siendo fruto de algún tipo de lesión y/o trastorno. Por tanto, se manifiesta como la pérdida de una función que ya había sido adquirida (Shalev and Gross-Tsur, 2001).

## Prevalencia
Las dificultades matemáticas tienen una alta prevalencia en la población infantil. Un alto porcentaje de niños que tienen dificultades severas en el área de las matemáticas sufren de discalculia del desarrollo (Morsanyi et al., 2018), la cual persiste en la edad adulta (Rapin, 2016) y presenta una prevalencia similar a la de la dislexia del desarrollo y al trastorno por déficit de atención (con o sin hiperactividad). Los estudios epidemiológicos describen una prevalencia estimada de entre el 1.3 % y el 10.3 % (Devine et al., 2013) aunque la media estimada específicamente en población escolar es del 5-6 % (Kaufmann and Von Aster, 2012; Devine et al., 2013) o del 4 al 7 % según Shalev et al. (2000) y de entre el 3 % y el 6 % según G. Price y D. Ansari (2013).

## Etiología
La discalculia tiene un origen genético multifactorial, sin que hasta la actualidad se hayan identificado los genes de riesgo. Evidencias provenientes de estudios de análisis genético univariado y multivariado sugieren que dos tercios de la varianza en la capacidad aritmética pueden ser explicados por genes compartidos con la capacidad cognitiva general y la lectura. Aunque este solapamiento genético pone en tela de juicio la especificidad del procesamiento numérico, existen evidencias de que un tercio de la varianza es explicada por genes específicos para las matemáticas.
Estos datos parecen aportar la información necesaria para considerar que existen, en cierto modo, aspectos biológicos y genéticos que determinan la presencia de estos déficits en aquellas áreas del aprendizaje relacionadas con la aritmética, cálculos numéricos y por lo tanto de discalculia. La evaluación de la genética de la discalculia del desarrollo se centró inicialmente en el estudio comparativo de gemelos y de familias. Son destacables las altas tasas de concordancia encontradas en los estudios de gemelos. Concretamente, del 0.73 en gemelos monocigotos y del 0.56 en gemelos dicigotos (Alarcon et al., 1997). Asimismo, los estudios de familias establecieron resultados parecidos (Shalev et al., 2001). Concretamente, se constató que, en las familias de los niños diagnosticados de discalculia del desarrollo, también compartían el trastorno el 66 % de las madres, el 40 % de los padres, el 53 % de los hermanos y el 44 % de familiares de segundo grado. Ello sugiere que en los familiares de los afectados por el trastorno el riesgo de presentarlo es de 5 a 10 veces mayor que en la población general. Estudios más recientes (Kovas et al. 2007a, 2007b), muestran resultados en la línea de los mostrados hasta el momento. En un estudio longitudinal de 7 años, realizando un análisis genético multivariante y analizando una muestra de 1500 pares de gemelos monocigotos y de 1375 pares de gemelos dicigotos, se encontró que solo un 30 % de la variancia genética era específica para las matemáticas (Tosto et al., 2014). Por otro lado, la frecuente comorbilidad de la discalculia del desarrollo con la dislexia del desarrollo coincide con los datos aportados por algunos estudios recientes, que apuntan que existe una sustancial sobrexposición genética entre varios trastornos del desarrollo como la dislexia y la discalculia (Plomin et al., 2007; Haworth et al., 2009).

## Comorbilidad
La prevalencia anteriormente mencionada, podría estar enmascarada por la presencia de otras dificultades de aprendizaje o de comportamiento (comorbilidad) (Pennington, 2006; Morsanyi et al., 2018).
En ese sentido, las dificultades matemáticas están asociadas a un alto riesgo de presentar otros trastornos del neurodesarrollo y a contribuir a una baja calidad de vida en la infancia (Kuhn et al., 2016). En este caso, se ha observado que el 25 % de los niños afectados por la DD presentan comorbilidad con el TDAH o la dislexia (Rapin, 2016).

### Bases cerebrales
Los diferentes estudios realizados hasta el momento indican que el sustrato neural del procesamiento numérico y el cálculo se encuentra distribuido en diferentes áreas y/o regiones cerebrales, tanto corticales como subcorticales, conectadas entre sí formando complejas redes neuronales. La afectación de una parte de esa red neural conlleva dificultades específicas en el procesamiento numérico y el cálculo, reflejadas de una u otra manera según la región/zona afectada.
Los estudios de neuroimagen estructural para determinar la base neurobiológica de las dificultades matemáticas y la discalculia comenzaron a realizarse en la década de los 90 en pacientes con daño cerebral adquirido (Grafman et al., 1989; Levin et al., 1996; Lucchelli and De Renzi, 1993; Mayer et al., 1999; Moore et al., 1991; Suresh and Sebastian, 2000). A partir del año 2000, empezaron a publicarse estudios realizados con niños/as con DD, basados en el uso de imágenes obtenidas por resonancia magnética cerebral. En los diferentes estudios realizados con este tipo de técnicas a niños y niñas con diagnóstico de discalculia del desarrollo, se ha observado una reducción de la sustancia gris de algunas regiones del lóbulo parietal, así como diferencias en los haces de fibras de los lóbulos frontal y parietal (Isaacs et al., 2001; Molko et al., 2003; Mussolin et al., 2010; Rotzer et al., 2008, 2009; Rykhlevskaia et al. 2009).
Además, se han observado alteraciones en la conectividad cerebral estructural asociadas a la discalculia. En este sentido, E. Rykhlevskaia y col. (2009) realizaron un estudio con 47 niños entre 7 a 9 años con discalculia comparándolos con niños con un desarrollo típico, mediante la técnica DTI (del inglés, diffusion tensor imaging). Sus resultados mostraron una reducción de la sustancia blanca en la corteza temporoparietal derecha. Estos resultados confirmaban los publicados en estudios previos, por ejemplo de S. Rotzer y col. (2008), donde se observaba una reducción del volumen de la sustancia blanca en el lóbulo frontal izquierdo y en el giro parahipocampal derecho en niños DD comparados con el grupo control. En estudios posteriores se ha confirmado que la alteración en la conectividad estructural no es únicamente desde el IPS, sino que afecta también al fascículo longitudinal superior, que conecta áreas parietales, temporales y frontales y participa en la integración y control de otras funciones cognitivas (Kucian et al., 2013).
Respecto a la conectividad funcional, el estudio más reciente publicado hasta la fecha, en nuestro conocimiento, que focaliza su atención en la FC en las competencias aritméticas, es el realizado por G. Price y col. (2017). Sus resultados mostraron que mientras que la FC del IPS derecho con su homólogo contralateral estaba correlacionado positivamente con las habilidades aritméticas, la FC entre el IPS izquierdo y el polo temporal medial derecho, además de la FC entre el AG y el giro frontal superior izquierdos, estaban correlacionada negativamente con estas mismas competencias aritméticas. Según los autores, sus resultados sugieren que una FC interhemisférica robusta es importante para el desarrollo matemático.
Aunque los resultados de estos estudios han aportado un mayor conocimiento de la comunicación entre redes cerebrales, en general, y de la relación de éstas con el IPS, en particular, en el procesamiento matemático, aún quedan muchas cuestiones que clarificar, como por ejemplo la relación del IPS con otras redes cerebrales, como la atencional o la lectora, y la relación de éstas con los procesos matemáticos.

## Cuadro clínico
La discalculia es un término que hace referencia a un amplio rango de problemas relacionados con el aprendizaje de las habilidades matemáticas. No existe una única forma de trastorno del aprendizaje de las matemáticas y las dificultades que se presentan varían de persona a persona. Afectan de modo diferente en cada momento del ciclo vital de las personas (Serra-Grabulosa & Sanguinetti, 2015).
En la discalculia se observan dificultades en:
- La lectura y escritura de los números, confusión de los signos: +, -, / y ×, identificación, reversión o transposición de números, etc.
- Dificultades con las tablas de multiplicar.
- Errores en las operaciones matemáticas básicas (suma, resta, multiplicación y división).
- Dificultades relacionadas con la orientación espacial, tanto la propia como la de los objetos.
- Dificultad con los conceptos abstractos del tiempo y la dirección.
- Incapacidad para realizar planificación financiera o presupuestos.
- Incapacidad para comprender y recordar conceptos, reglas, fórmulas, secuencias matemáticas (orden de operaciones).
- Déficits en referencia a las relaciones entre figura y longitud.
- Hay errores de transcripción, por ejemplo, escribir números dictados.
- Dificultad para llevar la puntuación durante los juegos.
- Ansiedad, ante aquellas tareas y actividades relacionadas con las matemáticas.
- Dificultades para realizar abstracciones y elaborar asociaciones a partir de material numérico.
- Se utilizan los dedos para contar.

Cuando se dan varios de los síntomas comentados con anterioridad, u otros similares, se hace preciso acudir a un profesional para realizar una valoración completa del menor con el fin de valorar el posible caso.
Las dificultades para la comprensión de las matemáticas no tienen por qué implicar necesariamente la existencia de discalculia. Es normal que muchos niños tengan en algún momento dificultades con los conceptos numéricos y aritméticos, pero existen diferentes características que pueden alertarnos de la posibilidad de que el pequeño presente este trastorno del aprendizaje.

## Clasificación
Se presenta de diferentes formas según el diagnóstico o sus características. Tradicionalmente se ha dividido en cuatro tipos:
- Discalculia primaria: Trastorno específico y exclusivo del cálculo, unido a una lesión cerebral.
- Discalculia secundaria: Se diagnostica al producirse una mala utilización de símbolos numéricos y mala realización de operaciones asociadas a dichos símbolos, especialmente las inversas. También asociada a otros trastornos como dificultades del lenguaje, baja capacidad de razonamiento y desorientación espacio-temporal.
- Disaritmética: Se caracteriza por presentar dificultades para comprender el mecanismo de la numeración, retener el vocabulario asociado a esta o concebir los mecanismos de resolución de sumas, restas, multiplicaciones o divisiones (cuatro operaciones básicas), también contar mentalmente y utilizar sus adquisiciones para la resolución de problemas.
- Discalculia espacial: Dificultad para ordenar los números según una estructura espacial.

## Diagnóstico
La edad para detectar un problema de discalculia está entre los seis y ocho años, momento en que se introducen las matemáticas como materia independiente y se puede comparar el rendimiento de unos niños con otros.
Para realizar un correcto diagnóstico, es necesario que sea diferencial. Es importante realizar un correcto seguimiento del rendimiento escolar del menor puesto que en muchas ocasiones se suele confundir discalculia con otros déficits como el TDAH, u otros factores como falta de motivación para las matemáticas. Se debe hacer una valoración global del nivel intelectual, con el fin de comprobar si los déficits asociados a la discalculia, son primarios o secundarios o si están relacionados con bajo nivel intelectual.
Para realizar el diagnóstico son necesarias unas series de pruebas para medir diferentes habilidades. La mayoría de estas pruebas o test presentan una alta fiabilidad y una variación acorde a los patrones de edad y desarrollo propios del menor al que se pretende evaluar. También es necesario que se produzca un rendimiento escolar por debajo del nivel esperado.
Los test para evaluar las dificultades en el procesamiento numérico y el cálculo deben incluir (Serra-Grabulosa & Sanguinetti, 2015):
- Transcodificación: de formato oral a escrito, y de formato escrito a oral (dictado y lectura de números respectivamente).
- Cálculos mental y cálculo escrito
- Resolución de problemas numérico-verbales
- Estimación
- Posicionamiento de números en una línea numérica
- Sistema base 10

Al ser el procesamiento numérico y el cálculo una habilidad multifactorial, para la evaluación de la discalculia, además de la evaluación específica del procesamiento numérico y el cálculo, debe realizarse una evaluación neuropsicológica completa.

### Diagnóstico diferencial
Entre discalculia y la acalculia: aunque muchas veces se utilizan indistintamente ambos términos, algunos autores han elegido acalculia para referirse específicamente a los trastornos del cálculo, cuya etiología no se debe a un deficiente aprendizaje, sino a una lesión cerebral ya en la edad adulta.

### ¿Todos los que tienen problemas en matemáticas tienen Discalculia?
La respuesta a la pregunta es un rotundo no. Es decir, tener problemas con las matemáticas puede deberse a muchas otras razones. Además, hay muchos factores que afectan al rendimiento matemático:
- Comorbilidad con otra dificultad de aprendizaje y/o trastorno del neurodesarrollo: dislexia, TDAH principalmente.
- Falta de motivación o excesiva ansiedad a las matemáticas

## Tratamiento
Siempre se tiene que realizar en función del diagnóstico previamente establecido, con el fin de conocer de forma segura las limitaciones y fortalezas del menor.
Es importante considerar una serie de recomendaciones antes de comenzar el tratamiento:
- Es aconsejable que las sesiones sean individuales, en las cuales participe el menor con un profesional. En otras ocasiones también se pueden hacer colectivas (clases de apoyo).
- La implementación de las sesiones ha de ser gradual.
- No es recomendable limitar el tiempo de la tarea, con el fin de reducir la ansiedad que este experimenta.
- Encontrar actividades que motiven.
- No presionar en exceso.

Entre las tareas que se pueden realizar destacan:
- La adquisición de destrezas en el empleo de relaciones cuantitativas.
- Tareas en las que se requieran procesos de razonamiento.
- Ejercicios para consolidar los símbolos numéricos y sus relaciones.
- Resolución de problemas.
- Utilizar una aproximación multisensorial, ya que cuando hay dificultades en el área de las matemáticas, también las hay para entender los procedimientos y las reglas desde el código verbal, ya que resultan demasiado abstractas.

En los últimos años, se han validado varios programas de reeducación digital como herramientas de remediación para tratar la discalculia. La principal ventaja de usar programas digitales es que el nivel se adapta a las necesidades individuales de cada caso (Räsänen et al., 2009). Sin embargo, hasta la fecha, el conocimiento de los efectos de las intervenciones sobre las dificultades numéricas y la plasticidad cerebral siguen siendo limitados (Iuculano et al., 2015; Kucian et al., 2011; Michels et al., 2018; Nemmi et al., 2016).
Por ejemplo, el programa "The Number Race" (Wilson et al., 2006a, 2006b), se desarrolló como sistema de reeducación para niños con discalculia, y permite entrenar diferentes aspectos del procesamiento y cálculo de números, como las comparaciones numéricas. Este programa se ha mostrado útil para reeducar ciertos aspectos del procesamiento numérico, como la comparación de números y la realización de cálculos simples. Del mismo modo, el programa "Rescue Calcularis", desarrollado para entrenar la línea numérica mental, ha cosechado mejoras en las dificultades numéricas asociadas a la discalculia después de un breve e intenso período de entrenamiento, induciendo cambios a nivel de actividad cerebral (Kucian et al., 2011), y facilitando la disminución de la hiperconectividad anómala del IPS (Michels et al., 2018).
Recientemente, se ha publicado el programa NeurekaNUM, validado por la Universidad de Barcelona y la Universidad de VIC en el marco de un proyecto de investigación financiado en el programa Recercaixa (Serra-Grabulosa & Grau, 2018). Permite trabajar la conciencia numérica, el cálculo mental, el razonamiento, el sistema base 10, la línea numérica mental y la estimación de cantidades. Está pensado para niños/as hasta 3º de EP, pero en el caso de la discalculia, en la que los niños/as rinden 2 cursos por debajo de su nivel, puede ser utilizado con niños/as algo mayores.

## Test para la discalculia
Existen varios test para la discalculia. Entre los más conocidos tenemos los siguientes:
- NeurekaTEST. Batería digital para la evaluación cognitiva. El test neurekaCALC se utiliza para el diagnóstico de la discalculia, evaluando cálculo mental, resolución de problemas, transcodificación, sistema base 10, recta numérica mental. Proporciona resultados en precisión y tiempo de respuesta. Es digital y facilita informes automáticos. Desarrollado en la Universidad de Barcelona y la Universidad de Vic. Baremos desde finales de P5 y para toda la educación primaria (6-12 años) (www.neurekalab.com).
- Test CAB-DC. Aquí podemos realizar una evaluación neuropsicológica de la discalculia, realizando un screening cognitivo. Podremos evaluar el índice de riesgo de la discalculia y está dirigido a niños mayores de 7 años, jóvenes y adultos.
- Test BERDE. Llamado Batería Para la Evaluación Rápida de la Discalculia (BERDE). Incluye tareas para evaluar la representación de cantidad, numérica y verbal, la representación visual y la trascodificación verbal y visual. También incluye un apartado para evaluar la ansiedad ante tareas escolares y las matemáticas.
- Test Tedi-Math. Test creado para evaluar a niños que tienen dificultades en las habilidades matemáticas básicas. No evalúa el nivel académico, sino que evalúa si el niño domina las habilidades numéricas más básicas (baremos solo desde p5 a 3º de educación primaria).
- Test de discalculia. El test de discalculia de Smartick es una herramienta estandarizada en Internet y gratuita para la detección del riesgo de discalculia en niños desde primero a cuarto de primaria.